# 基希哈姆 (德国)
基希哈姆（發音：[ˈkɪʁçˌham]）是德国巴伐利亚州下巴伐利亚行政区帕绍县的市镇，面积18.47平方千米，2023年12月31日人口为2,738人。